# In the End
In the End je osmi in zadnji glasbeni album irske rock skupine The Cranberries, ki je izšel leta 2019 pri založbi BMG Rights Management. Izšel je po nezgodni smrti pevke Dolores O'Riordan, nakar so se preostali člani odločili, da bo skupina prenehala delovati.
Na albumu so skladbe, ki sta jih O'Riordan in kitarist Noel Hogan pisala od maja 2017. Po njeni smrti v začetku leta 2018 so z dovoljenjem njene družine uporabili obstoječe demo posnetke 11 skladb in začetne studijske posnetke, ki so nastali čez zimo, ter s pomočjo producenta Stephena Streeta končali album. Pri nekaterih skladbah je sodelovala pomožna vokalistka Johanna Cranitch, ki je dopolnila še nekoliko nedodelan O'Riordanin vokal.
Ob izidu je bil In the End deležen pozitivnega odziva kritikov in občinstva; pri časopisu The Irish Times so ga denimo označili za izreden O'Riordanin labodji spev. Med drugim se je uvrstil na deseto mesto britanske tedenske lestvice albumov (UK Albums Chart). Leta 2020 je bil nominiran za nagrado grammy v kategoriji rock albumov.

## Seznam skladb
Avtorica vseh besedil je Dolores O'Riordan. Melodije sta ustvarila O'Riordan in Noel Hogan, razen kjer je posebej označeno.
| Št. | Naslov                   | Glasba                         | Dolžina |
| --- | ------------------------ | ------------------------------ | ------- |
| 1.  | „All Over Now‟           |                                | 4:16    |
| 2.  | „Lost‟                   |                                | 4:00    |
| 3.  | „Wake Me When It's Over‟ | Dolores O’Riordan              | 4:12    |
| 4.  | „A Place I Know‟         |                                | 4:26    |
| 5.  | „Catch Me If You Can‟    | Dolores O’Riordan              | 4:38    |
| 6.  | „Got It‟                 |                                | 4:02    |
| 7.  | „Illusion‟               |                                | 4:07    |
| 8.  | „Crazy Heart‟            |                                | 3:25    |
| 9.  | „Summer Song‟            | Dan Brodbeck/Dolores O'Riordan | 3:34    |
| 10. | „The Pressure‟           |                                | 3:22    |
| 11. | „In the End‟             |                                | 2:57    |

## Sodelujoči

### The Cranberries
- Mike Hogan – baskitara
- Noel Hogan – kitara
- Fergal Lawler – bobni
- Dolores O'Riordan – vokal (posthumno)

### Drugi
- Johanna Cranitch – vokal
- Andy Earl – fotografija
- Cally Calloman – oblikovanje
- Andy Larkin – umetniška oprema
- Stephen Street – produkcija